# Герой дня без галстука
«Герой дня без галстука» (с сентября 2001 по июнь 2013 года — «Без галстука») — телепрограмма в жанре интервью, выходившая на нескольких российских телеканалах (НТВ, ТВ-6, ТВС, «Россия», «Россия-24») с 4 января 1997 по 15 июня 2013 года. Автором и бессменной ведущей программы являлась Ирина Зайцева. Выходила еженедельно по субботам в 16:20, позднее в 18:30, затем в 19:40, после вечернего выпуска информационной программы «Сегодня». В отличие от ежедневной программы «Герой дня», еженедельным приложением к которой передача являлась в период выхода на НТВ, в основе «Героя дня без галстука» лежала беседа ведущей с известными российскими политиками, деятелями шоу-бизнеса, культуры, медицины и спорта в неформальной домашней, комфортной для «героя дня» обстановке.

## История
Изначально программа выходила как еженедельное приложение к «Герою дня», но с 2001 года она стала выходить как отдельная передача. Период существования программы условно можно разделить на три части: первая — «Герой дня без галстука» (НТВ, 1997—2001), вторая — «Без галстука» (ТВ-6 и ТВС, 2001—2003), третья — «Без галстука» («Россия» и «Россия-24», 2003—2013).

### «Герой дня без галстука» (НТВ, 1997—2001)
Идея создания программы возникла в 1996 году, когда Ирина Зайцева делала 15-минутные репортажи для «Итогов», посвящённые жёнам кандидатов в президенты России. Первой героиней стала Наина Ельцина — Зайцева очень долго договаривалась с ней о съёмках. Следующий репортаж Ирины Зайцевой был посвящён Виктору Черномырдину и был показан в рамках программы «Герой дня» 28 октября 1996 года. Вскоре у ведущей возникла идея начать делать отдельную передачу о политиках-мужчинах.
Первый выпуск программы состоялся на НТВ 4 января 1997 года в рамках блока передач «Сегодня днём», с лета 1997 года она стала отдельной программой в сетке вещания канала. Программа открывалась небольшим вступительным рассказом ведущей о сегодняшнем «герое дня без галстука» в телестудии. На НТВ стенд-апы ведущей всегда записывались в «песочной» студии «Героя дня», а на ТВ-6 (ТВС) — сначала в импровизированной студии, развёрнутой в комнате с красными стенами, затем — в декорациях 5-й студии Останкино, откуда выходили в эфир почти все передачи канала. Сама передача также сопровождается рассказами и комментариями ведущей и сведениями из биографии участника передачи.
Интервью с «героем дня без галстука» чаще всего записывалось в течение нескольких часов, при том, что сама передача длилась всего 26 минут. Ведущая никогда не встречалась со своими героями заранее и ничего не обсуждала с ними при выключенной камере. А если же при монтаже участник передачи попросил бы не включать что-то из сказанного в готовую версию записи, ведущая всегда шла навстречу пожеланиям участника и опускала ненужные кадры. Заканчивалась передача одной и той же фразой: «Вы смотрели программу „Герой дня без галстука“. Сегодня мы были в гостях у ***. Смотрите нас каждую субботу в 19:30 на канале НТВ» (время и название канала могли меняться в зависимости от вещателя). До 29 июля 2004 года программа завершалась демонстрацией титров с указанием съёмочной группы.
В первые два сезона география съёмок была ограничена Москвой и Московской областью. Осенью 1998 года в Париже был записан первый выездной выпуск программы. Его героем стал Анатолий Собчак, уехавший во Францию, когда на него завели уголовное дело в России. Выездные выпуски программы стали практиковаться и в дальнейшем. Их героями в разное время становились Михаил и Раиса Горбачёвы, Борис Березовский, Эдуард Шеварднадзе, Нурсултан Назарбаев, Александр Лукашенко, Виктор Ющенко, Юлия Тимошенко, братья Кличко и другие.
12 июня 1999 года была выпущена финальная дайджест-программа перед летними каникулами, сделанная в иронической тональности. После этого предполагалось, что осенью программа не выйдет из летнего отпуска и будет заменена на программу «Один день» с Кириллом Набутовым. Но эта информация впоследствии не нашла никакого подтверждения, и в сентябре 1999 года программа продолжила своё существование в обычном формате, однако стала выходить в режиме «суббота через субботу» (по очереди с вышеупомянутой программой «Один день»). Вместе с тем рамки возможных героев программы расширились (за три года Зайцева успела снять «без галстука» практически всех видных российских политиков), и ведущая стала значительно чаще интервьюировать звёзд культуры и спорта. В 2000 году рассматривались варианты и с приглашением в программу Владимира Путина, но его пресс-служба ответила телеканалу отказом.
Последний выпуск на НТВ состоялся 24 марта 2001 года — «героем дня без галстука» стал дирижёр Владимир Спиваков. После захвата НТВ 14 апреля 2001 года о дальнейшей судьбе программы долгое время не было ничего известно из-за возникших у ведущей проблем со здоровьем. В частности, передача присутствовала в сетке вещания, разосланной в некоторые печатные издания, вплоть до 4 июня 2001 года. В указанное в программе передач время в этот период вместо премьерных выпусков транслировались повторы старых. Одни предполагали, что программа останется на новом НТВ под руководством Бориса Йордана, другие же считали, что программа уйдёт вместе с Евгением Киселёвым и основным составом сотрудников НТВ. Правы оказались последние.

### «Без галстука» (ТВ-6 и ТВС, 2001—2003)

Заставка программы «Без галстука» (ТВ-6, 2001—2002)

С 16 сентября 2001 года программа возобновила свой выход на телеканале ТВ-6 с новой заставкой и новым названием — «Без галстука». После ухода программы с НТВ первая часть названия была отброшена — основная версия программы осталась на НТВ, а само название «Герой дня» телеканал зарегистрировал на своё имя. Название «Без галстука» использовалось с 16 сентября 2001 по 15 июня 2013 года. На ТВ-6 «Без галстука» сначала выходила по воскресеньям вечером, сразу же после программы «Итоги», а затем — по субботам вечером, с повтором на следующий вторник в дневной сетке вещания. Программа продолжит своё существование в эфире до 19 января 2002 года, после чего ТВ-6 будет отключён от эфира. В последней передаче на ТВ-6 героем стал Анатолий Горбунов.
После отключения канала программа, как и многие другие передачи команды Киселёва с ТВ-6, выходила в радиоварианте на радиостанции «Эхо Москвы». Первым героем радиоверсии стал Юрий Кобаладзе.
С июня 2002 года программа Ирины Зайцевой продолжила своё существование в телеэфире на новом телеканале ТВС под прежним названием (несмотря на то, что в сентябре 2001 года ЗАО «МНВК», которой принадлежали права на вещание и контент под брендом ТВ-6, зарегистрировало название «Без галстука», как и ещё несколько других, на своё имя; при этом, право на прежнее название программы примерно в то же время было зарегистрировано на своё имя телекомпанией НТВ) и в прежнее время выхода в эфир (по будням вечером с повтором днём). Всё время существования как на ТВ-6, так и на ТВС программа чередовалась в своих таймслотах с проектом Кирилла Набутова «Один день» (так же, как и в последние годы трансляции на НТВ).
Выход программы в очередной раз будет приостановлен в апреле 2003 года, за два месяца до закрытия телеканала ТВС. Последний выпуск передачи на этом канале был показан 29 апреля 2003 года, а его участником стал известный политик Борис Березовский. С 21 мая по 18 июня 2003 года выходили повторы старых выпусков программы.

### «Без галстука» («Россия» и «Россия-24», 2003—2013)
После закрытия ТВС в июне 2003 года Ирина Зайцева приняла решение перейти со своей передачей на телеканал «Россия». Телекритики отмечали, что «теперь <…> программа Ирины Зайцевой „Без галстука“, которая прежде не сильно вписывалась в сетку вещания оппозиционных каналов НТВ, ТВ-6 и ТВС, наконец-то нашла правильное место — в эфире государственного канала „Россия“». Первым героем передачи на «России» стал известный оперный певец Дмитрий Хворостовский — выпуск вышел 8 октября. Широкий общественный резонанс в январе 2004 года вызвал выпуск с участием президента Чечни Ахмата Кадырова. Ведущая беседовала с ним на различные светские темы.
На телеканале «Россия» программа «Без галстука» выходила в эфир в более позднее время (по будням поздно вечером или ночью) и на нерегулярной основе, а после июля 2004 года её выход был прекращён. Помимо этого, в данном варианте программы не было приветствий и прощаний Ирины Зайцевой со зрителями, не было телестудии, а также вступительных рассказов ведущей о сегодняшнем «герое дня без галстука» (которые являлись обязательной частью программы у предыдущих вещателей), что делало программу более документальной.
Ирина Зайцева так рассказывала о данном формате передачи:
«Каждая наша программа - это практически мини-фильм. Вообще в частную жизнь и уж тем более в собственный дом-крепость пускать не принято. Но для нашей программы делали исключение. А приглашая к себе, рассказывали, как строили и украшали свои жилища. В общем, проводили для нас экскурсии».
С июля 2006 года, после того как в российском телеэфире появился новый круглосуточный информационный канал «Вести» (впоследствии — «Россия-24»), программа Ирины Зайцевой стала выходить в эфир на этом телеканале. Несколько раз выпуски с данного телеканала показывались в эфире канала «Россия». Последний выпуск вышел в телеэфир 15 июня 2013 года. Последним героем программы стал академик РАН, гематолог Валерий Савченко.
Официальная причина закрытия неизвестна. При этом в марте 2019 года ведущая Ирина Зайцева, принимая участие в одном из выпусков программы Андрея Малахова «Привет, Андрей!» на канале «Россия-1», в ответ на вопрос ведущего о том, почему сейчас стали невозможны такие программы, заявила: «Политики другие стали. Всё другое. Время другое».

## Пародии
В конце 1990-х, начале 2000-х годов программа «Герой дня без галстука» пародировалась в юмористической программе «О.С.П.-студия». Первая серия пародий вышла в 1999 году и называлась «Герой дня без штанов». Вторая серия пародий на программу выходила в 2002—2003 годах под оригинальным названием. Ведущую «Ирину Задвумяйцеву» оба раза пародировала Татьяна Лазарева.

## Критика
В рецензии на телепередачу, основанной на её сопоставлении с программой «Герой дня» времён Светланы Сорокиной, телевизионными критиками отмечалось следующее:
«Передачи Ирины Зайцевой более глубоки, Светланы Сорокиной — оперативней — таковы особенности выбранных ими или предложенных руководством канала НТВ стилистик. <...> Сорокина и Зайцева не антагонируют друг с другом, но дополняют. Две ведущие не являются противницами, они делают общее дело. Говорить о том, что кто-то из них лучше или хуже, бессмысленно — разные головы, разные стили. И сочетание на одном канале двух таких разных ведущих, разных методов работы с информацией, разных видений по сути одной и той же идеи - удачная находка НТВшников. Любопытно смотреть, как Сорокина и Зайцева работают с одним и тем же героем. Они пишут два разных портрета, подобно тому, как разнятся графический и живописный рисунок. Сорокина делает лишь несколько тонких штрихов карандашом, составляющих впечатление о человеке, но не раскрывающих его внутреннего мира. Зайцева же пишет долго и подробно, используя всю палитру выразительных средств...».